# Tournoi de tennis d'Inde
Le tournoi d'Inde est un tournoi de tennis féminin du circuit professionnel WTA et masculin du circuit professionnel ATP.
L'édition féminine, connue sous le nom de Sunfeast Open, été organisée à Calcutta de 2005 à 2007, à la mi-septembre, sur dur et en salle.
L'édition masculine a eu lieu entre 1973 et 1979 dans plusieurs villes : New Delhi en 1973, Bombay en 1974, 1977 et 1979, Calcutta en 1975 et 1978 et Bangalore en 1976. Les tournois ont tous été joués sur terre battue en extérieur et faisaient partie de la catégorie Grand Prix. L'Indien Vijay Amritraj a remporté le tournoi en simple à 4 reprises.
Un autre tournoi de tennis masculin du circuit ATP se joue en Inde à partir de 1996, l'Open de Chennai.

## Palmarès dames

### Simple
| No | Date       | Nom et lieu du tournoi  | Catégorie | Dotation  | Surface    | Vainqueure        | Finaliste         | Score    |         |
| -- | ---------- | ----------------------- | --------- | --------- | ---------- | ----------------- | ----------------- | -------- | ------- |
| 1  | 19-09-2005 | Sunfeast Open, Calcutta | Tier III  | 170 000 $ | Dur (int.) | Anastasia Myskina | Karolina Šprem    | 6-2, 6-2 | Tableau |
| 2  | 18-09-2006 | Sunfeast Open, Calcutta | Tier III  | 175 000 $ | Dur (int.) | Martina Hingis    | Olga Puchkova     | 6-0, 6-4 | Tableau |
| 3  | 17-09-2007 | Sunfeast Open, Calcutta | Tier III  | 175 000 $ | Dur (int.) | Maria Kirilenko   | Mariya Koryttseva | 6-0, 6-2 | Tableau |

### Double
| No | Date       | Nom et lieu du tournoi | Catégorie | Dotation  | Surface    | Vainqueures                         | Finalistes                        | Score    |         |
| -- | ---------- | ---------------------- | --------- | --------- | ---------- | ----------------------------------- | --------------------------------- | -------- | ------- |
| 1  | 19-09-2005 | Sunfeast Open Calcutta | Tier III  | 170 000 $ | Dur (int.) | Elena Likhovtseva Anastasia Myskina | Neha Uberoi Shikha Uberoi         | 6-1, 6-0 | Tableau |
| 2  | 18-09-2006 | Sunfeast Open Calcutta | Tier III  | 175 000 $ | Dur (int.) | Liezel Huber Sania Mirza            | Yuliya Beygelzimer Yuliana Fedak  | 6-4, 6-0 | Tableau |
| 3  | 17-09-2007 | Sunfeast Open Calcutta | Tier III  | 175 000 $ | Dur (int.) | Vania King Alla Kudryavtseva        | Alberta Brianti Mariya Koryttseva | 6-1, 6-4 | Tableau |

## Palmarès messieurs

### Simple
| No | Date       | Nom et lieu du tournoi | Catégorie  | Dotation | Surface      | Vainqueur      | Finaliste        | Score                    |  |
| -- | ---------- | ---------------------- | ---------- | -------- | ------------ | -------------- | ---------------- | ------------------------ |  |
| 1  | 21-10-1973 | Indian Open, New Delhi | Grand Prix | 25 000 $ | Terre (ext.) | Vijay Amritraj | Malcolm Anderson | 6-4, 5-7, 8-9, 6-3, 11-9 |  |
| 2  | 18-11-1974 | Indian Open, Bombay    | Grand Prix | 50 000 $ | Terre (ext.) | Onny Parun     | Tony Roche       | 6-3, 6-3, 7-6            |  |
| 3  | 17-11-1975 | Indian Open, Calcutta  | Grand Prix | 50 000 $ | Terre (ext.) | Vijay Amritraj | Manuel Orantes   | 7-5, 6-3                 |  |
| 4  | 22-11-1976 | Indian Open, Bangalore | Grand Prix | 50 000 $ | Terre (ext.) | Kim Warwick    | Sashi Menon      | 6-1, 6-2                 |  |
| 5  | 28-11-1977 | Indian Open, Bombay    | Grand Prix | 50 000 $ | Terre (ext.) | Vijay Amritraj | Terry Moor       | 7-6, 6-4                 |  |
| 6  | 04-12-1978 | Indian Open, Calcutta  | Grand Prix | 50 000 $ | Terre (ext.) | Yannick Noah   | Pascal Portes    | 6-3, 6-2                 |  |
| 7  | 19-11-1979 | Indian Open, Bombay    | Grand Prix | 75 000 $ | Terre (ext.) | Vijay Amritraj | Peter Elter      | 6-1, 7-5                 |  |

### Double
| No | Date       | Nom et lieu du tournoi | Catégorie  | Dotation | Surface      | Vainqueurs                    | Finalistes                     | Score         |  |
| -- | ---------- | ---------------------- | ---------- | -------- | ------------ | ----------------------------- | ------------------------------ | ------------- |  |
| 1  | 21-10-1973 | Indian Open, New Delhi | Grand Prix | 25 000 $ | Terre (ext.) | Jim McManus Raúl Ramírez      | Anand Amritraj Vijay Amritraj  | 6-2, 6-4      |  |
| 2  | 18-11-1974 | Indian Open, Bombay    | Grand Prix | 50 000 $ | Terre (ext.) | Anand Amritraj Vijay Amritraj | Dick Crealy Onny Parun         | 6-4, 7-6      |  |
| 3  | 17-11-1975 | Indian Open, Calcutta  | Grand Prix | 50 000 $ | Terre (ext.) | Juan Gisbert Manuel Orantes   | Anand Amritraj Vijay Amritraj  | 1-6, 6-4, 6-3 |  |
| 4  | 22-11-1976 | Indian Open, Bangalore | Grand Prix | 50 000 $ | Terre (ext.) | Robert Carmichael Ray Ruffels | Chiradip Mukherjea Bhanu Nunna | 6-2, 7-6      |  |
| 5  | 28-11-1977 | Indian Open, Bombay    | Grand Prix | 50 000 $ | Terre (ext.) | Mike Cahill Terry Moor        | Marcello Lara Jasjit Singh     | 6-7, 6-4, 6-4 |  |
| 6  | 04-12-1978 | Indian Open, Calcutta  | Grand Prix | 50 000 $ | Terre (ext.) | Sashi Menon Sherwood Stewart  | Gilles Moretton Yannick Noah   | 7-6, 6-4      |  |
| 7  | 19-11-1979 | Indian Open, Bombay    | Grand Prix | 75 000 $ | Terre (ext.) | Chris Delaney Jim Delaney     | Thomas Furst Wolfgang Popp     | 7-6, 6-2      |  |